# Helton
Helton da Silva Arruda, genannt Helton, (* 18. Mai 1978 in São Gonçalo) ist ein ehemaliger brasilianischer Fußballtorhüter.

## Karriere

### Verein

#### Jugend (bis 1999)
Bevor Helton in die Jugendmannschaft von CR Vasco da Gama eintrat, versuchte er zunächst sein Glück bei den Stadtrivalen Fluminense Rio de Janeiro und Flamengo Rio de Janeiro, wo er im Probetraining jeweils überzeugte. Ein Wechsel fand allerdings nicht statt. Zum einen aufgrund von finanzieller Schwierigkeiten seitens Heltons, am Training teilzunehmen und zum anderen, da er sich, nachdem er von einem Jambulbaum fiel, eine Hämostase am Kopf zuzog und ein Jahr pausieren musste. Nach Auskurierung der Verletzung, schloss er sich der Jugendmannschaft von São Cristóvão an. Als er dann mit seinem neuen Verein gegen die Jugendmannschaft Vasco da Gama spielte, wurden die Verantwortlichen von Vasco auf ihn aufmerksam und luden ihn zum Probetraining ein.

#### CR Vasco da Gama (2000 bis 2002)
Heltons Profikarriere begann beim CR Vasco da Gama, als der Verein sich mit seinem Stammtorhüter Carlos Germano kurz vor Beginn der FIFA-Klub-Weltmeisterschaft 2000 auf keine Vertragsverlängerung einigen konnte. Der Trainerstab setzte ihn direkt als Stammtorhüter ein und nach einigen Freundschaftsspielen wurde er auch bei der Klub-Weltmeisterschaft eingesetzt. Im Finale unterlag er jedoch mit Vasco da Gama gegen SC Corinthians. Im gleichen Jahr gewann Helton die brasilianische Meisterschaft sowie die Copa Mercosur.

#### União Leiria (2002 bis 2005)
2002 lief sein Vertrag bei Vasco da Gama aus und wie bei seinem Vorgänger wurde eine Vertragsverlängerung nicht erreicht. Obwohl Helton anschließend einige Angebote von anderen brasilianischen Vereinen erhielt, entschied er sich für einen Wechsel nach Europa und unterzeichnete beim portugiesischen Verein União Leiria. In Leiria spielte er drei Saisons. In seiner ersten Saison beendete er die Meisterschaft auf dem fünften Platz. Dies bedeutete einen Qualifikationsplatz für den UEFA-Pokal 2003/04, wo er mit dem Verein allerdings schon in der ersten Runde gegen den Molde FK ausschied. In den nächsten zwei Saisons in Leiria beendete er die Meisterschaft auf dem 10. und 14. Platz. Am Ende der Saison 2004/2005 wechselte er zum FC Porto.

#### FC Porto und Karriereende (2005 bis 2016)
Beim FC Porto war er zunächst die Nummer zwei hinter Vítor Baía. Torwarttrainer Wil Coort brachte ihn in der Saison 2005/06 auf die Position der Nummer eins. Mit starken Leistungen konnte Helton sich den Respekt der Fans und des Trainerstabs erarbeiten und wurde so zum Stammtorhüter, vor dem beliebten Vítor Baía. In dieser Saison wurde er mit der Mannschaft erstmals Meister und gewann den Pokal. In den folgenden drei Saisons wurde abermals portugiesischer Meister.
In der Saison 2010/11 erreichte er mit dem FC Porto das UEFA-Europa-League-Finale. Das Finale fand am 18. Mai 2011 statt, an seinem 33. Geburtstag, welches mit 1:0 gegen Sporting Braga im ersten rein portugiesischen Finale gewonnen wurde.
Am 30. November 2013 absolvierte Helton sein 200. Ligaspiel für den FC Porto. Am 22. Mai 2016 bestritt Helton im Ligapokal gegen den SC Braga (4:6 n. E.) sein letztes Spiel als Torhüter des FC Porto und auch sein letztes als professioneller Fußballtorhüter.

### Nationalmannschaft
Helton war Mitglied der brasilianischen Nationalmannschaft bei der Junioren-Fußballweltmeisterschaft 1997 sowie bei den Olympischen Sommerspielen 2000. In Sydney bestritt er alle vier Spiele, bis Brasilien im Viertelfinale gegen Kamerun ausschied.
Am 15. November 2006 stand er erstmals im Tor der A-Nationalmannschaft im Freundschaftsspiel gegen die Schweiz. 2007 nahm er an der Copa América teil, ohne ein Spiel zu bestreiten, da er nach Doni nur zweite Wahl war.

## Erfolge
Nationalmannschaft
- Copa América: 2007

CR Vasco da Gama
- FIFA-Klub-Weltmeisterschaft-Finalist: 2000
- Brasilianische Meisterschaft: 2000
- Copa Mercosur: 2000
- Guanabara Pokal: 2000
- Rio Pokal: 2001

FC Porto
- UEFA Europa League: 2011
- UEFA Super Cup: Finalist 2011
- Portugiesischer Meister (7): 2005/06, 2006/07, 2007/08, 2008/09, 2010/11, 2011/12, 2012/13
- Portugiesischer Pokalsieger (4): 2005/06, 2008/09, 2009/10, 2010/11
- Portugiesischer Supercupsieger (6): 2006, 2009, 2010, 2011, 2012, 2013

## Privatleben
Musik und Samba spielen für Helton eine wichtige Rolle. Er spielt einige Instrumente, unter anderem Cavaquinho, Gitarre, sowie einige Schlaginstrumente.